# Heilig Kreuzer Tor

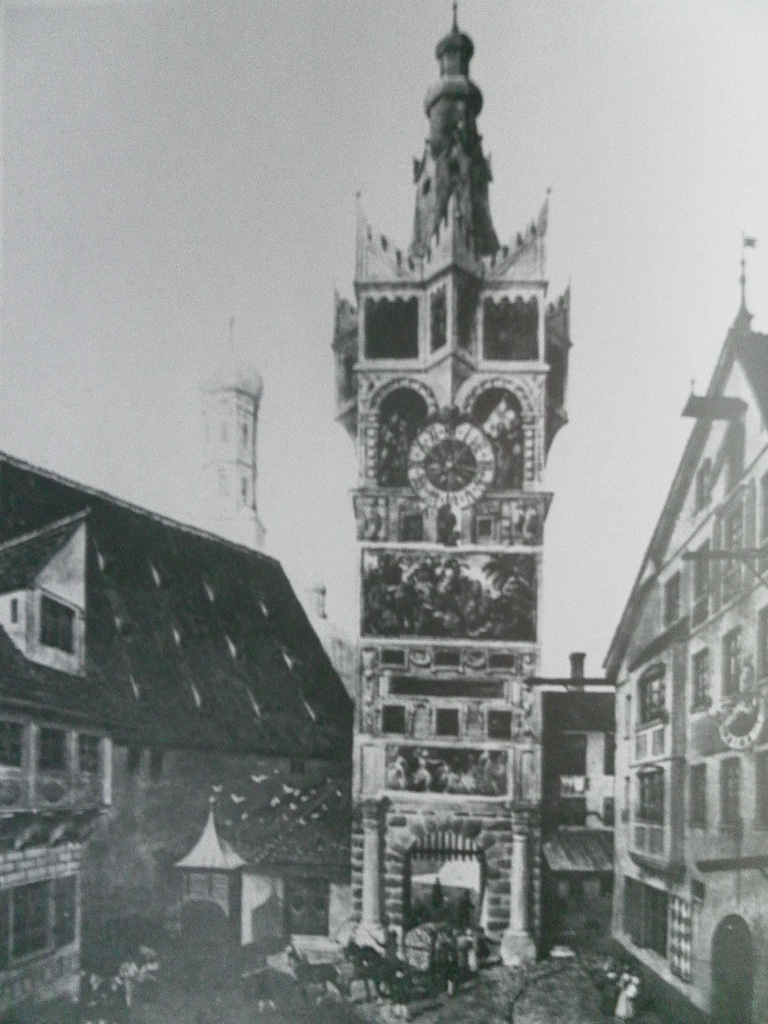
Heilig Kreuzer Tor aus der Oberen Stadt betrachtet (August Brandes, 1908)

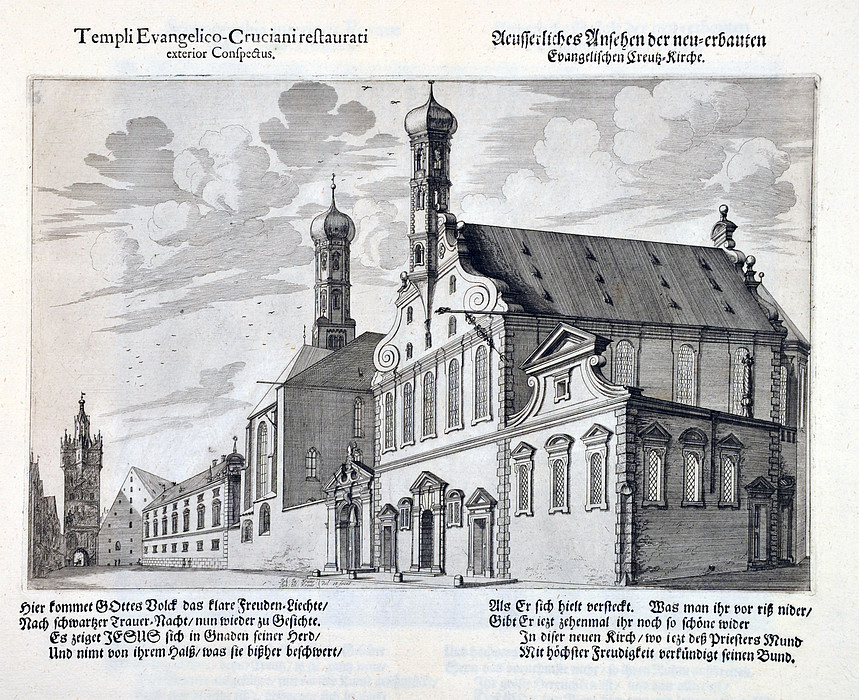
Das Heilig Kreuzer Tor von den beiden Heilig-Kreuz-Kirchen aus gesehen

Das Heilig Kreuzer Tor war ein Stadttor der ehemaligen Augsburg Stadtbefestigung. Es befand sich nicht an der äußeren Stadtmauer, sondern im Inneren der Augsburger Altstadt zwischen der Oberen Stadt im Süden und der Unteren Stadt im Norden, westlich der Bischofsstadt, nahe dem Kloster Heilig Kreuz bzw. der katholischen und der evangelischen Heilig-Kreuz-Kirche, am Schnittpunkt der heutigen Straßen Heilig-Kreuz-Straße, Kasernstraße, Theaterstraße, Beim Hafnerberg und Ludwigstraße.

## Geschichte
Es wird angenommen, dass das Tor im 11. Jahrhundert erbaut wurde. Eine erste schriftliche Erwähnung findet sich in Abrechnungen aus dem Jahr 1321. Der Kilianplan von 1626 zeigt das Tor als Teil der im 12. Jahrhundert errichteten Ummauerung der Oberen Stadt. Nicht weit entfernt dürfte das westliche Tor der Bischofsstadt gestanden haben.
Bekanntheit erlangte das Tor aufgrund der zeitweiligen Inhaftierung von Götz von Berlichingen. Die Haft dauerte vom 30. November 1528 bis zum 1. März 1530. Am 1. April 1529 gelang diesem zwischenzeitlich die Flucht aus dem Heilig Kreuzer Tor.
Aufgrund des starken Fuhrwerkverkehrs und der zu geringen Durchfahrtsbreite wurde das Tor als erstes der Augsburger Tore im Jahr 1807 abgebrochen.

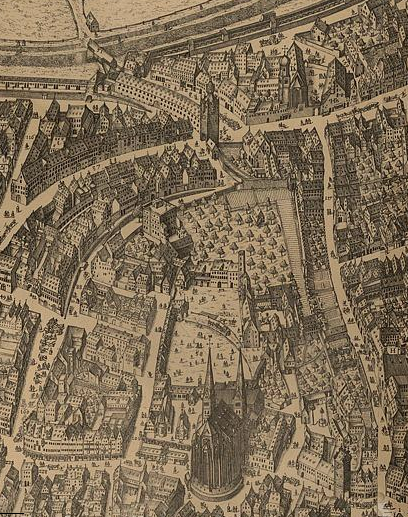
Kilianplan: Heilig Kreuzer Tor in der Mauer der Oberen Stadt zur Unteren Stadt, davor das spitze Westende der Bischofsstadt, die im Süden (links) an Thäle und Obstmarkt endet
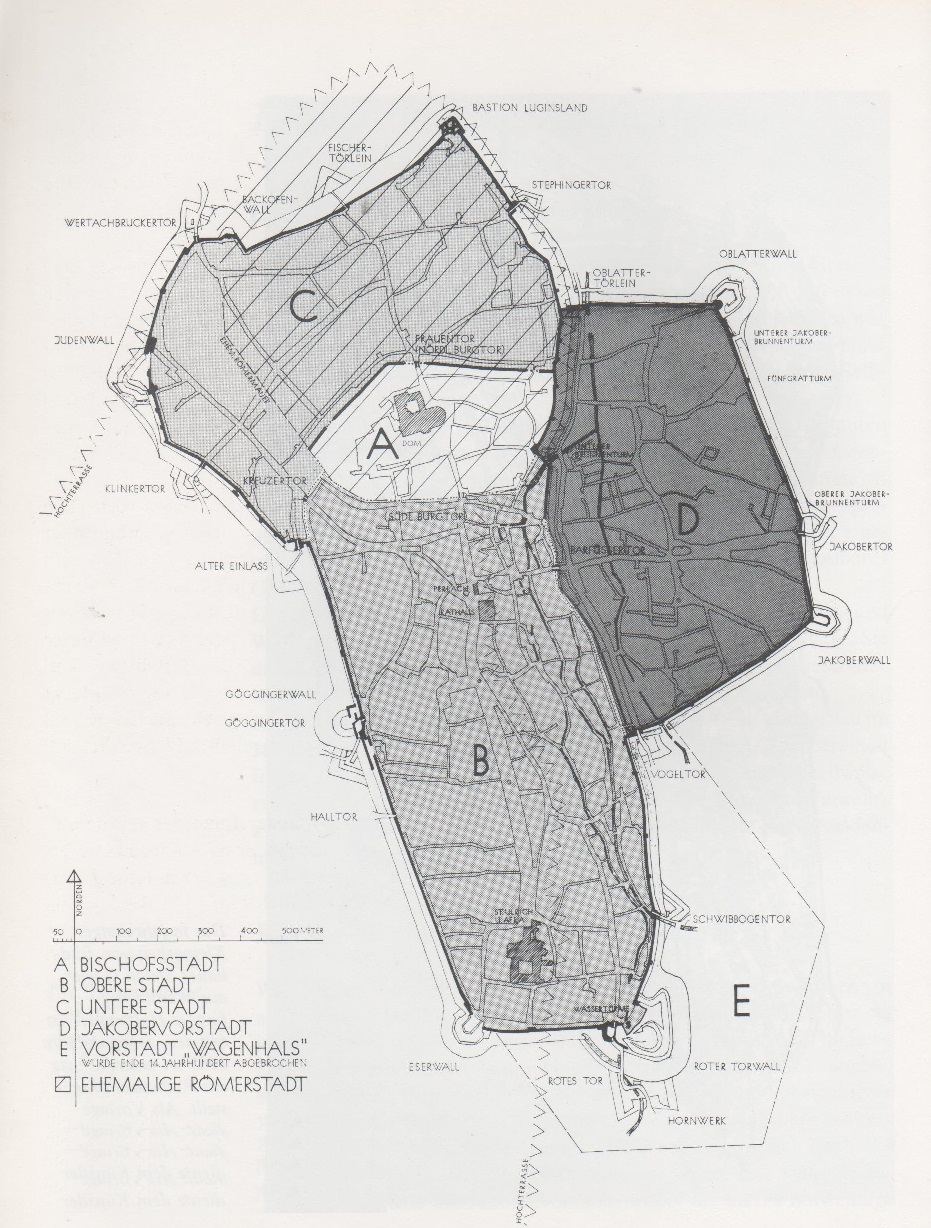
Lagekarte
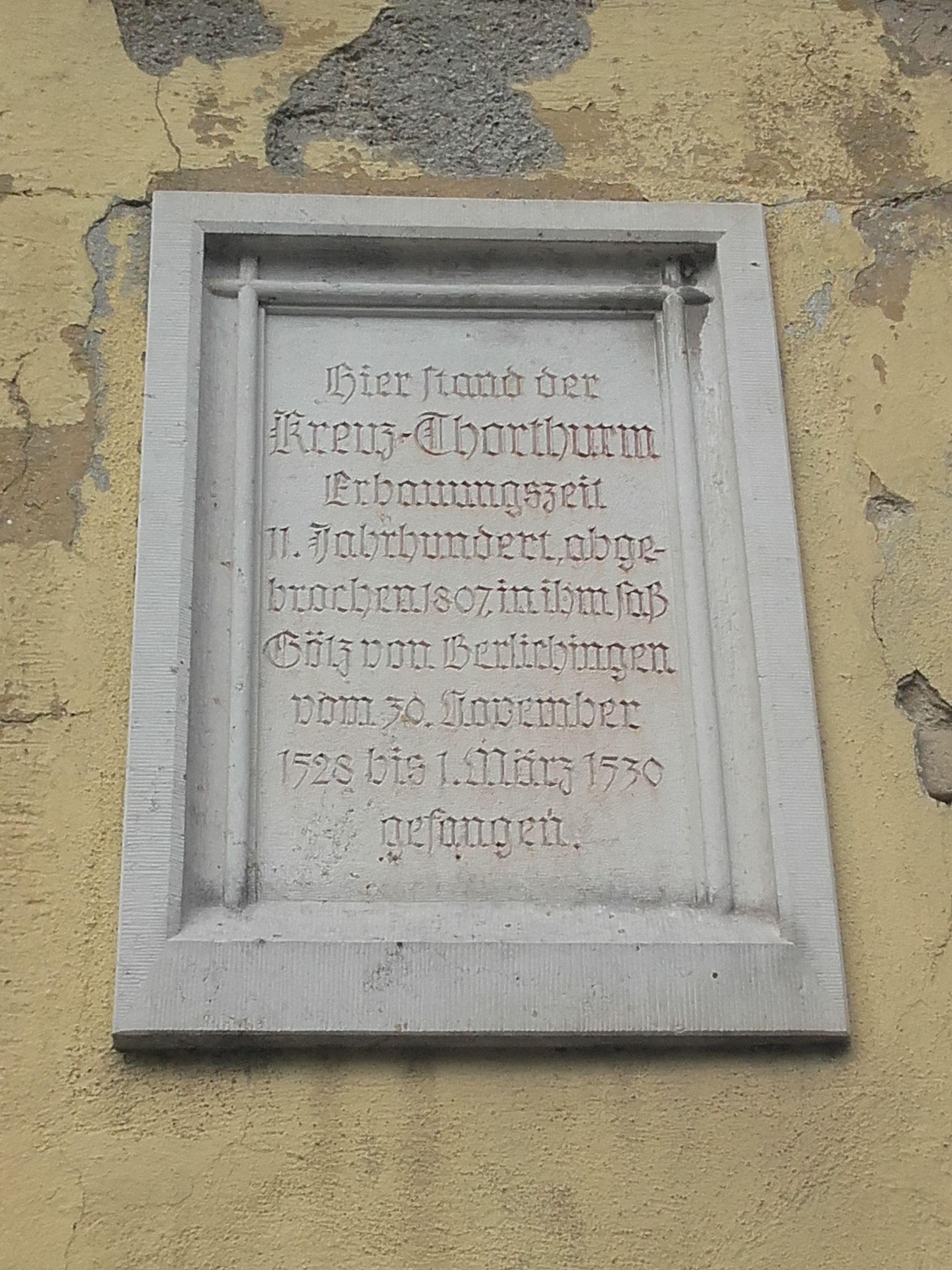
Gedenktafel